# Michail Koronatowitsch Bachirew

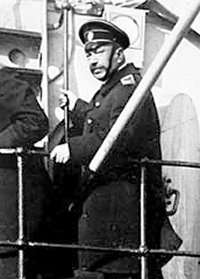
Michail Bachirew auf der Brücke eines Schlachtschiffs der Gangut-Klasse

Michail Koronatowitsch Bachirew (russisch Михаил Коронатович Бахирев, wiss. Transliteration Michail Koronatovič Bachirev; * 17. Juli 1868 in Nowotscherkassk; † 16. Januar 1920 in Petrograd) war ein russischer Seeoffizier und Admiral.

## Leben
Er trat 1888 als Kadett in die Marine ein und wurde erst Wachtmeister und später Steuermann auf dem Kanonenboot Bobr der Fernostflotte. Im Januar 1898 wurde er zur Baltischen Flotte versetzt, nur um im Jahr darauf wieder in den Fernen Osten kommandiert zu werden. Während des Boxeraufstands kommandierte er das Kanonenboot Giljak. Am 17. Juni 1900 war er an der Eroberung der Taku-Forts mitbeteiligt. Dafür erhielt er am 19. Oktober 1900 den Orden des Heiligen Georg 4. Klasse. Im Anschluss wurde er bis 1904 auf den Panzerkreuzer Rossija versetzt.
Während des Russisch-Japanischen Krieges 1904/05 kommandierte er in Port Arthur das Torpedoboot Silny und wurde zum Kapitän 2. Ranges ernannt. Anschließend Dienst auf verschiedenen Kreuzern (so auf dem Minen-Kreuzer Abrek 1907 als Kommandant) und Zerstörern und Aufstieg zum Kommandeur der 5. Zerstörer-Division der Baltischen Flotte. Von 1911 bis 1914 war er Kommandant des größten und stärksten russischen Kreuzers, der Rurik. Im Ersten Weltkrieg kommandierte er zunächst als Konteradmiral von 1914 bis 1915 die 1. Kreuzerbrigade der Baltischen Flotte in der Ostsee. Mit ihr bestritt er das Gefecht vom 2. Juli gegen deutsche Einheiten (siehe Gotland-Raid). Vom 19. Dezember 1915 bis 23. Mai 1917 übernahm er das Kommando über die 1. Schlachtschiffbrigade, bestehend aus den modernen Schiffen Gangut, Petropawlowsk, Poltawa und Sewastopol. Zum Vizeadmiral wurde er am 6. Dezember 1916 befördert. Mit dem 21. August 1917 wurde er Oberbefehlshaber der Russischen Streitkräfte am Rigaischen Meerbusen (siehe Operation Albion und Schlacht im Moon-Sund). In den Ruhestand verabschiedete man ihn am 18. Januar 1918.
Im Zusammenhang mit dem Vormarsch Judenitschs auf Petrograd während des Bürgerkriegs wurde er am 17. November 1919 durch die Tscheka verhaftet. Unter der Anklage, als Terrorist gewirkt zu haben und ein Agent der Weißen zu sein, wurde er am 16. Januar 1920 erschossen.

## Ehrenzeichen
- Orden des Heiligen Georg VI. Klasse